# London (Kiribati)
Pour les articles homonymes, voir London.
London (orthographiée également Ronton en gilbertin), baptisée initialement Londres par le missionnaire-homme d'affaires français Emmanuel Rougier dans la première moitié du XXe siècle, est le plus grand village et siège de l'administration de l'île Christmas, un atoll de grande dimension, dont le nom est également orthographié Kiritimati, qui fait partie de la république des Kiribati dans l'océan Pacifique, étant rattaché aux îles de la Ligne depuis 1919. 
En 2005, sa population avoisinait les 2 000 habitants.